# Goran Jurić
Goran Jurić (n. 5 februarie 1963, Mostar, Federația Bosniei și Herțegovinei, Bosnia și Herțegovina) este un fost fotbalist croat.

## Statistici
| Iugoslavia | Iugoslavia | Iugoslavia |
| An         | Meciuri    | Goluri     |
| ---------- | ---------- | ---------- |
| 1988       | 3          | 0          |
| 1989       | 1          | 0          |
| Total      | 4          | 0          |
| Croația    |            |            |
| An         | Meciuri    | Goluri     |
| 1997       | 7          | 0          |
| 1998       | 3          | 0          |
| 1999       | 5          | 0          |
| Total      | 15         | 0          |